# Processorkoeler

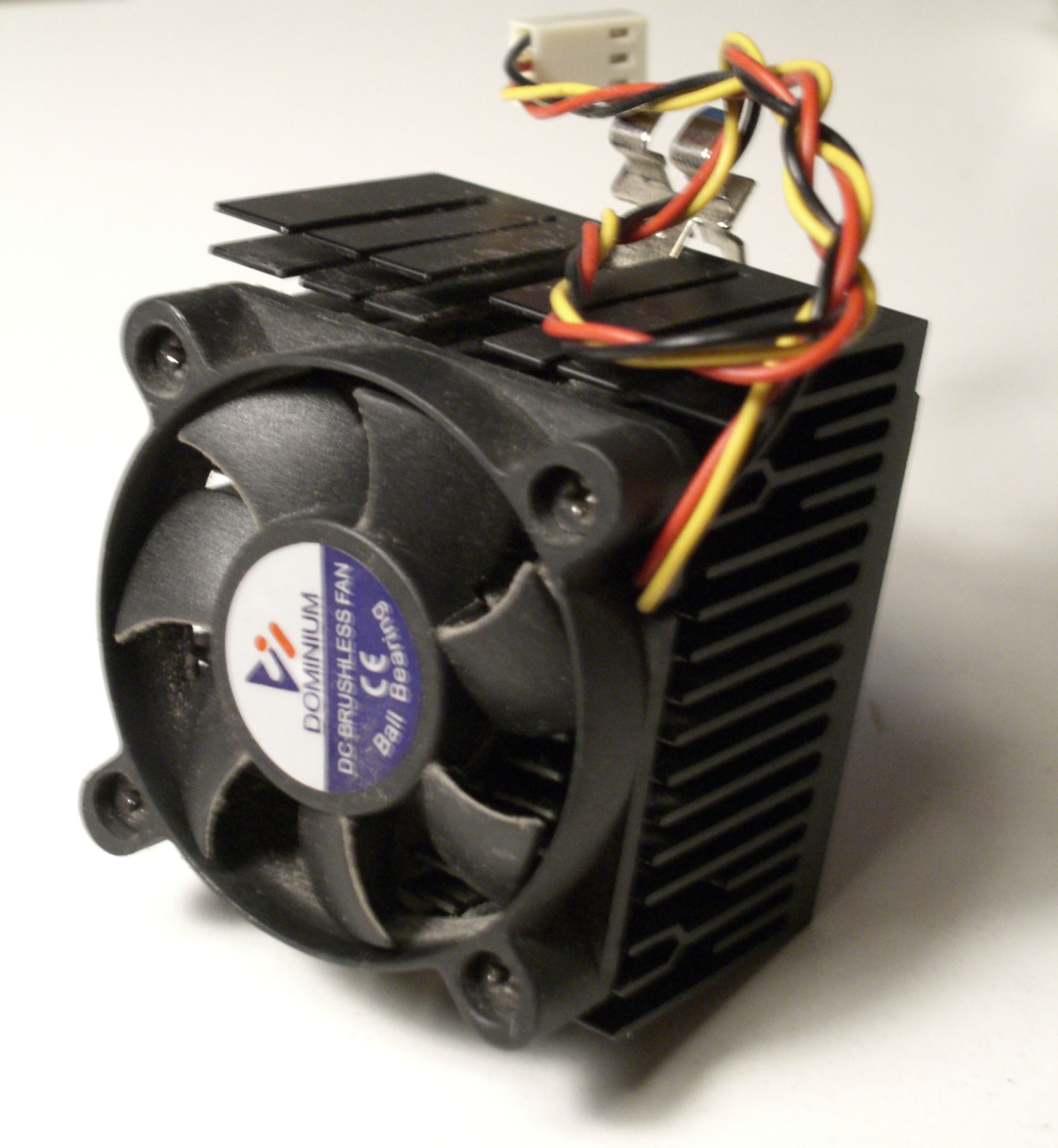
Processorkoeler

Een processorkoeler is een apparaat in de computer dat de processor op temperatuur houdt.
Een gemiddelde processor produceert 65 W aan hitte (maximaal). Bij een te hoge temperatuur begeven bepaalde onderdelen in de computer het door o.a smelten van de gevoelige circuits in het onderdeel, waardoor een processorkoeler essentieel is. Ook verslechtert warmte de overdrachtskwaliteit van de geleiders waardoor er fouten zullen optreden met eventueel een systeemcrash tot gevolg. De processorkoeler kan gebaseerd zijn op waterkoeling of luchtkoeling, maar tegenwoordig ook thermo-elektrische koeling.

## Luchtkoeling
De processorkoeler bestaat uit een koelblok en een ventilator.
Het koelblok is meestal van aluminium en soms van koper en is voorzien van platte parallelle staven (vingers of ribben); de koper-variant is duurder maar geleidt beter. Soms wordt het aluminium in een koperkleur geanodiseerd. De hitte van de processor verspreidt zich van de bovenkant van de processor over het gehele oppervlak van alle staven. Deze ventilator blaast de lucht tussen de staven door en voert zo de hitte van de staven naar buiten af, tegelijk wordt er koude lucht in geblazen. Het toerental van de ventilator wordt vaak verhoogd naarmate de temperatuur van de processor stijgt. Vaak wordt er tussen de processor en de koeling koelpasta aangebracht om de hitte van de processor goed over te brengen naar de koeler. Door de ribben wordt de oppervlakte waarover de lucht in contact komt met het metaal, vergroot. Daarmee wordt de effectiviteit van het koelblok verhoogd.
Luchtkoeling wordt nu door bijna alle systemen gebruikt omdat het voldoende koelt, de prijs-indicatie (2024) is ongeveer 13 - 120 euro.

## Waterkoeling
De processorkoeler bestaat uit een waterblok, een pomp en een radiator.
Het waterblok wordt op de bovenkant op de processor geplaatst, op dat waterblok zitten twee aansluitingen, een gaat naar de radiator en de andere naar de pomp, of een ander koelblok in de computer zoals op een videokaart. Het is van belang dat er steeds vers water wordt toegevoegd. De andere aansluiting gaat naar een pomp die het water laat stromen. Voor waterkoeling mag men geen normaal water gebruiken, maar dient men gedestilleerd water of gedemineraliseerd water te gebruiken, met een anti-corrosiemiddel.
Waterkoeling is over het algemeen een stuk complexer en daardoor zeer prijzig vergeleken met normale koeling, (in 2010: 75 - 200 euro in ).
Deze processorkoelers worden onder meer geproduceerd door de bedrijven Bitspower, EKwater blocks, Cooler Master, Zalman, Spire en Thermaltake.

## Thermo-elektrische koeling
De processorkoeler bestaat uit een thermo-elektrisch koelblok, dat op een aparte stroombron wordt aangesloten. Door het peltiereffect wordt de hitte als het ware naar het bovenliggende door water gekoelde element 'gepompt'.

## Passieve koeling
De eerste commerciële pc’s hadden geen speciale apparatuur om warmte weg te leiden zoals vandaag de dag vaak wel het geval is. Dit heet passieve koeling. Het komt erop neer dat de geproduceerde warmte wordt onttrokken - eventueel door een koelblok - afgegeven aan de omgevende lucht (convectie). Bij de huidige generatie computers is dit vaak niet voldoende , door de toenemende dissipatie.
Smartphones worden passief gekoeld. Vanaf circa 2014 verschenen er passief gekoelde laptops op de markt.